# Иван Николов (ВМОРО)
Вижте пояснителната страница за други личности с името Иван Николов.
Иван Николов Иванов е български революционер, деец на Вътрешната македоно-одринска революционна организация.

## Биография
Иван Николов е роден през 1870 година в лозенградското село Карадере, тогава в Османската империя, в семейството на Никола Иванов Чорбаджи и Нана Николова Тамахкярова. Завършва първи клас в Малко Търново, след което работи като бакалин и кръчмар в Лозенград.
Присъединява се към ВМОРО през 1901 година, а от 1902 година е член на революционния комитет в Карадере. През Илинденско-Преображенското въстание от 1903 година е войвода на смъртната дружина в родното си село. Обсаждат турския бирник в селото заедно със стражата му, като в последвалото сражение те са убити. След това смъртната дружина се присъединява към четата на Михаил Даев за кратко, след което се връща в Карадере и подпомага цялото селско население да се изтегли в България.
На 9 април 1943 година, като жител на Кракра, подава молба за българска народна пенсия. Молбата е одобрена и пенсията е отпусната от Министерския съвет на Царство България.